# 해적, 디스코왕 되다
《해적, 디스코왕 되다》(Bet on My Disco)는 2002년 6월 6일에 개봉한 대한민국의 영화이다.

## 줄거리
80년대 초 후줄근한 달동네. 싸움질로 청춘을 불사르는 해적, 봉팔, 성기 절친한 삼총사가 있다. 어느날 심장이 멎는 듯 예쁜 소녀-봉자를 만나게 된 해적, 쌈질엔 일가견이 있지만 그녀에겐 말 한마디 못하고 헤어지는데... 며칠째 결석인 봉팔을 찾아나선 해적과 성기. 달동네 꼭대기 봉팔네 집 가족사진에서 해적은 꿈에도 그리던 그녀를 발견한다. 그런데 똥지게를 짊어지고 나타난 봉팔이 녀석 하는 말, '울 아부지 다치셔서 내가 똥 펐어. 근데 동생이 술 술집에, 흑~, 나는.. 맞기만.. 하..고...' 분기탱천! 삼총사는 용감하게 야시 룸싸롱으로 쳐들어가지만, 봉자는 이미 황제 디스코텍에 넘겨진 상태. 어깨들과의 대격돌은 패배로 끝나고, 디스코텍 큰형님 앞에 무릎 꿇는 삼총사. 이들에게 디스코왕 선발대회에서 우승하면 봉자를 내주겠다고 뜻밖의 제안을 하는데, 남은 시간은 단 일주일! 춤이라면 '완전초짜'인 싸움꾼 해적, 한 춤 한다는 성기를 앞세워 삼총사는 온갖 방법들과 비밀댄스교습소 제비까지 총동원한 본격적인 디스코 연습에 돌입한다. 그때부터 바람을 가르고 한겨울 얼음물을 짜개는 엄청난 초강력 훈련이 시작되는데...

## 출연진

### 주연
- 이정진 - 해적 - 이 영화의 남주인공.
- 양동근 - 왕성기 - 이 영화의 남주인공.
- 임창정 - 봉팔 - 이 영화의 남주인공.
- 한채영 - 봉자 - 이 영화의 여주인공.

### 조연
- 이대근 - 큰형님
- 김인문 - 봉팔 아버지
- 김영애 - 해적 어머니
- 김선화 - 성기 어머니

### 단역
- 안석환 - 배사장
- 정은표 - 제비
- 이혜영 - 애란
- 김정태 - 오른팔
- 이종상 - 감자
- 라경덕 - 야시 똘마니 1
- 송창곤 - 야시 똘마니 2
- 박용진 - 야시 똘마니 3
- 주명철 - 황제 어깨 1
- 신범식 - 황제 어깨 2
- 오창경 - 동네 깡패 1
- 허율 - 동네 깡패 2
- 김태환 - 동네 깡패 3
- 주영민 - 동네 깡패 4
- 오달수 - 뻘쭘남
- 서자영 - 뻘쭘녀
- 전우재 - 황제 기도 1
- 한태영 - 황제 기도 2
- 김지훈 - 황제 기도 3
- 지승학 - 황제 기도 4
- 신태균 - 황제 기도 5
- 이만영
- 우정국 - 변학생
- 이선주 - 춘자
- 오유미 - 싸롱녀
- 김기천 - 방범
- 유영호 - 경찰 1
- 홍석연 - 경찰 2
- 유형관 - 룸싸롱 손님
- 금준희 - 춤바람 여인
- 조한희 - 미장원 아줌마
- 황세희 - 오뎅 아이
- 뉴롬신 - 프로 춤꾼
- 장인호 - 황제 나이트 DJ
- 박기화 - 여성 댄스 듀오
- 이위주 - 여성 댄스 듀오

### 특별출연
- 심권호 - 체육교사
- 서승만 - 경연대회 사회자

## 제작진
- 감독 - 김동원
- 각본 - 김은화
- 각색 - 김동원 , 노진수 , 연미정
- 원작 - 김동원
- 기획 - 강한섭 (아이디 필름)
- 촬영 - 전조명
- 조명 - 이주생
- 편집 - 고임표
- 음악 - M&F, 조성우
- 미술 - 김희정, 장춘섭
- 세트 - 윤기찬 (무대마당)
- 소품 - 장석훈
- 의상 - 양민혜 (COMERA)
- 분장 - 최민선
- 특수분장 - 윤예령
- 동시녹음 - 최대성
- 사운드(음향) - 씨네믹스코리아, 김봉수
- 특수효과 - 김태용 (SIRIUS)
- 시각효과 - Mofac
- 무술감독 - 신재명 (베스트스턴트)
- 조감독 - 임진순
- 제작사 - (주)기획시대
- 배급사 - A- line

## 사운드 트랙
- 해적, 디스코왕 되다 OST (2002년 6월 7일, 뮤직엔필름컴퍼니)

1. Song From The Snow - The Real Group
2. Song From The Snow (Korean Version) - 이문세
3. Moonlight Song Sung - 홍민정
4. Wonderful Days
5. Song From The Snow - 이문세
6. Boogie Shoes - KC & The Sunshine Band
7. Designer Music - Lipps Inc.
8. Tango King
9. 달동네 왈츠
10. 해적, 디스코왕 되다?
11. Love Theme From '해적, 디스코왕 되다'
12. 그때는...
13. 감자, 파이팅!
14. 큰형님
15. 제비
16. 난곡 가는 길
17. 달동네 아이들
18. 우정
19. D-Day
20. Main Theme From '해적, 디스코왕 되다'
21. Song From The Snow (Instrumental Version)

## 참고 사항
- 이대근, 김지훈은 1980년에 개봉한 영화 《협객 시라소니》 이후로 22년 만에 재회하는 작품이다.

## 수상 내역
- 2002년 제6회 부천국제판타스틱영화제
  - 부천초이스관객상(장편) -김동원
- 제14회 유바리 국제 판타스틱 영화제-비평가상